# パラオ放送局
パラオ放送局（パラオほうそうきょく）は、1941年（昭和16年）9月、社団法人日本放送協会（現在の日本放送協会（NHK）の前身）によって当時日本の委任統治領であった南洋群島のパラオ島コロール町（現在のパラオ共和国コロール州コロール）に開設された放送局。
呼出符号はJRAK。日本放送協会本部の直轄であった。1944年（昭和19年）7月、アメリカ軍の空襲によって放送局の機能を喪失し、同年8月に閉鎖された。

## 放送設備
- 短波放送のみ（無線電話通話業務と共用）
  - 6090kc、9565kc、11740kc　（出力は各10kW）
- 共同聴取施設（ラジオ塔）の建設も計画されていたが、実際に建設されたかどうかは不明。

## 沿革
- 1934年（昭和9年）12月14日： 南洋群島開発調査委員会設置を閣議決定。
- 1935年（昭和10年）8月： 南洋庁交通課、南洋群島開発調査委員会に「無線電信・無線電話・電話　計画概要」（私案）を提出。
  - 1939年度にパラオ局（中波50kWまたは300W）、1940年度にサイパン局（中波300W）、1941年度にポナペ局（中波300W）の放送開始を提言。
- 1935年（昭和10年）10月12日： 南洋群島開発調査委員会、答申を拓務大臣に提出。
  - 放送に関しては、「サイパン又ハパラオニ相当規模ノ放送局ヲ新設スルヲ要ス」と提言。
  - 同時に提出された『南洋開発事業財政計画』では、パラオに10kW放送局を設置し、1944年度からの放送開始を見込む。
- 1936年（昭和11年）： 南洋庁、南洋群島開発調査委員会答申に基づき、無線電信整備10箇年計画を策定。
  - パラオ、サイパン、トラック、ポナペへの小電力放送局（中波）設置を織り込み。
- 1936年（昭和11年）秋： 南洋庁、無線電信整備計画を3箇年計画に変更。
  - 放送局設置計画は財源の都合上除外。
- 1938年（昭和13年）： 南洋庁長官、内地・南洋群島間無線電話開設を発議。
  - 放送も実施する基本方針を作成し、逓信・海軍両省と予備的交渉。
- 1939年（昭和14年）： 大蔵省、南洋庁の無線電話整備関連の予算を承認。
  - 放送、電話業務とも1940年2月11日開始を予定。
  - 放送業務は日本放送協会が担当し、無線電話施設は国際電気通信株式会社（現：KDDI株式会社）が建設、保守、運用。
- 1940年（昭和15年）5月： 国際電気通信株式会社、パラオ放送局建設に着工。
- 1941年（昭和16年）2月20日： 逓信省、パラオ放送局の施設設置を許可（呼出符号：JRAK）。
- 1941年（昭和16年）3月： パラオ無線電話諸施設、竣工。
- 1941年（昭和16年）5月14日： 内地・パラオ間無線電話通話業務開始（短波10kW）。
- 1941年（昭和16年）5月： パラオ放送局局舎、竣工。
- 1941年（昭和16年）9月24日： パラオ放送局、放送開始（短波10kW）。
  - 番組は東亜中継放送の中継を主とし、ローカル番組もわずかに実施。海外放送（ラジオ東京(現在のNHKワールド・ラジオ日本の前身)）の一部（第3、第6送信）も中継。
- 1942年（昭和17年）： 南洋庁、短波無線電話装置（2kW）の増設工事に着手。
  - 放送・通話両業務の輻輳による拡充で、従来の10kW送信機を放送専用にすることが目的。
- 1943年（昭和18年）： 2kW短波送信機の輸送中、輸送船が遭難し、送信機は海没。
- 1944年（昭和19年）5月1日： 南洋群島の電気通信事業、南洋庁から国際電気通信に移管。
- 1944年（昭和19年）7月25日： アメリカ太平洋艦隊の第3次パラオ大空襲によって送信施設が破壊され、パラオ放送局機能喪失。
- 1944年（昭和19年）8月1日： 日本軍司令部と南洋庁の勧告により、パラオ放送局を閉鎖。局舎一切は日本軍に接収。
  - 放送局員は国際電気通信の受信所があるパラオ島ガスパン村に退避。